# Invaziile japoneze în Coreea
Invaziile japoneze în Coreea sunt două campanii militare (1592 și 1597), întreprinse de către conducătorul militar japonez Hideyoshi Toyotomi cu scopul de a cuceri Coreea și China. După moartea lui Hideyoshi, noua guvernare a Japoniei a ordonat retragerea trupelor din Coreea.

## Prima campanie (1592-1593)

### Intervenția Ming
Coreenii nu au fost capabili să alunge singuri forțele japoneze de pe teritoriul lor. În ciuda diferitelor dificultăți logistice și organizatorii ale armatelor japoneze, coreenii nu au reușit să oprească invazia japoneză fără intervenția unui factor extern, Ming.
Istoricul coreean Yu Song-nyong a afirmat că victoriile marinei coreene au blocat toate strategiile invadatorilor, ,,tăind unul dintre brațele” cu care Japonia dorea să învăluie Coreea, izolând armata lui Konishi Yukinaga de la Pyeongyang și apărând apele apele teritoriale ale Chinei de atacul japonez, astfel încât ,,Armata Celestă” să poată veni pe uscat pentru a ajuta Coreea.
Văzând criza din Joseon, împăratul Wanli din Ming și curtea sa au fost inițial sceptici și confuzi. Ei nu și-au putut explica cum țara care le plătea tribut a putut fi depășită așa repede. Curtea coreeană a ezitat la început și s-a retras spre Pyeongyang fără să ceară ajutor de la chinezi.
Guvernatorul local din Liaodong a răspuns în cele din urmă cererii de ajutor pentru a captura Pyeongyang din partea regelui Seonjo, trimițănd o mică armată formată din 5000 de soldați conduși de Zu Chengxun. Această forță de cavalerie a înaintat aproape fără obstacole și a intret în Pyeongyang dar a fost înfrântă prompt și decisiv de trupele japoneze din oraș. Unul dintre generalii de la comandă, Shi Ru, a fost ucis în această operațiune. În a doua jumătate a anului 1592, Ming a trimis echipe de investigare la Pyeongyang pentru a clarifica situația. Ming și-a dat seama complet de situație și a luat decizia de a face o remobilizare completă în septembrie 1592. 
Dar, atunci a devenit clar că problema nu era una care să poată fi rezolvată doar cu forțele locale. Astfel împăratul Ming a mobilizat și trimis o armată mare în 1593, condusă de generalul Li Rusong și inspectorul imperial  Song Yingchang, primul fiind unul dintre fii magistratului militar al dinastiei Ming, Li Chengliang iar celălalt un ofițer birocratic (legea militară din Ming prevedea că orice ofițer militar trebuie să fie însoțit de un birocrat numit de Curtea Imperială care acționa ca și superiorul generalului). Potrivit colecției de scrisori lăsate de Song Yingchang, armata număra în jur de 40000 de soldați, fiind compusă în cea mai mare parte din garnizoanele nordice inclusiv 3000 de oameni care aveau experiență în lupta împotriva piraților japonezi fiindcă luptaseră sub comanda lui  Qi Jiguang.